# 王德輝 (1934年)
王德輝（1934年9月9日—1999年9月22日），男，籍贯浙江温州，生于上海，香港企業家。

## 生平
王德輝自少與妻子龔如心來往，與龔如心結婚後接掌華懋集團，與妻子把家族生意轉型為一家以房地產為主的公司。
1948年到香港定居，1960年接掌華懋集團並一直執掌董事局主席一職。1990年4月10日被綁架後至今下落不明。1999年，香港高等法院宣佈他在法律上已經死亡。

## 家庭
父親王廷歆本身經營染料生意，母亲任玉珍，两人育有幾名子女。

## 事件

### 綁架案
王德輝先後兩次被綁架。1983年4月王德輝與龔如心，如常駕車離開山頂百祿徑寓所上班，途中被數名槍匪綁架，勒索1億美元，王被放入一個大冰箱運回「參竇」，龔則獲釋返家準備贖款救人。龔如心依綁匪指示，將1100萬美元現金經洗錢手法匯到台灣，但被警方查扣，而在香港的綁匪也全部被捕，王德輝因此獲救。
七年之後，退休香港警署警長鍾維政翻閱以前的案例，發現當年歹徒手法高明，因在幾處重要環節上失手，才會被捕。他認為，如果由他出馬，彌補當年疏忽之處，用同樣手法再一次綁架王德輝，就一定能夠得手。1990年4月10日，王德輝在跑馬地馬會打完壁球後回家途中，再度被綁架，綁匪不但不怕警方錄音、監聽，還公然在《東方日報》、《星島日報》上刊登廣告，指名要龔如心與他們連絡，龔如心兩日後接獲綁匪勒索10億美金，第一期款6000萬美元。
香港警方在1991至1993年先後拘捕6人，匪徒將2.6億港元贖金透過地下金融匯往台灣，被法務部調查局主動查獲，部分疑犯則對調查局供稱王在1990年4月13日被香港遠洋漁船載至公海並被推下海，自此下落不明。
於香港被捕的匪徒分別被判監5年至16年不等，而被台灣查獲的共犯陳麒元（調查局駐港情治人員）、鍾華（香港沙田人，中國大陸偷渡到香港）和鍾志能（鍾維政之子）則在台灣被控「擄人勒贖罪」。根據當時有效之中華民國刑法特別法《懲治盜匪條例》第二條第一項第九款，擄人勒贖罪處唯一死刑，但由於香港已廢除死刑，在香港的主犯不能被處死，為免出現共犯被處死但主謀只需判監的情況，故有關方面判處兩人無期徒刑。不過，主謀大圈仔黃壽至今仍然在逃，另一主謀退休警署警長鍾維政則於2020年在泰國逝世，終年85歲。

### 王德輝遺產案
其妻龔如心和家翁王廷歆就王德輝遺產的爭奪案，香港終審法院5位法官在2005年9月，一致裁定推翻下級法院的裁決，龔如心上訴得直。經過8年訴訟，龔如心成為王德輝港幣400億遺產的唯一承繼人。

#### 始末
1997年5月26日，王德輝的父親王廷歆入稟香港高等法院原訟法庭，要求法庭宣布他失蹤超過7年的兒子已經死亡，頒令執行他在1968年立下的遺囑，龔如心提出反對（案件編號HCAP6/1997）。1999年1月14日，高等法院上訴庭基於王德輝法律上並未死亡﹐撤銷王廷歆的申請（案件編號CACV24/1998）。
1999年6月，王廷歆入稟香港高等法院原訟法庭，申請宣誓證明王德輝已去世，於9月22日獲得批准。
2001年7月28日，在香港漫畫節《小甜甜Nina Nina》畫冊簽名會上，龔如心表示自己已立下遺囑，除了預留照顧（家中的）老人外，其餘皆會捐給「華懋基金」作慈善用途。按當時報章報導，其資產估計約值三百億港元。同年8月6日，王德輝遺囑認證案正式在高等法院原訟法庭開審，涉及王德輝的兩份遺囑：一份在1968年訂立，遺贈所有財產予王廷歆，而另一份在1990年失蹤前訂立，遺贈所有財產予龔如心。（案件編號HCAP8/1999）
2002年10月15日，案件審結，原定6星期的審訊最終用了共172天聆訊，創下香港民事訴訟紀錄。11月21日，法官任懿君裁定王廷歆勝訴。同年12月11日，龔如心應商業罪案調查科邀請，協助調查有關她涉嫌偽造遺囑一案。其後，警方正式拘捕龔如心，她獲准自簽500萬港元保釋外出。警方亦到華懋集團的辦公室搜查，並且撿走部份文件。12月28日，龔如心入稟香港高等法院上訴庭提出上訴。
2003年9月29日，案件在高等法院上訴庭開審。（案件編號CACV460/2002）2004年6月28日，上訴庭以2比1票數駁回龔如心提出的上訴，其中法官王式英裁定上訴得直，而法官楊振權、袁家寧則裁定駁回，但3名法官皆指沒有證據證明龔如心親手偽造王德輝的遺囑。
2004年11月17日，龔如心獲上訴庭批准上訴至香港終審法院。2005年1月28日，龔如心被控以偽造、使用虛假文書及意圖妨礙司法公正三項罪名，在東區裁判法院提訊，准以5500萬港元現金保釋候訊，打破香港歷來涉及刑事案件的女性疑犯中，保釋金額最高的紀錄。（案件編號ESCC496/2005）
2005年7月11日，案件在終審法院開審，5名法官包括常任法官陳兆愷、李義，及非常任法官列顯倫、鮑偉華、施廣智，案件編號FACV12/2004。同年9月15日，龔如心胞弟，任職醫生的龔仁心在其診所所在的商場外遭4人襲擊，其飼養的一隻唐狗亦被打至重傷，嘈吵聲驚動商場保安員而嚇退匪徒。龔仁心相信他們意圖綁架。
2005年9月16日，終審法院5名法官一致裁定龔如心勝訴，龔如心得到估計逾400億港元遺產。同年12月3日，基於終審法院的判決，以及在遺囑上找不到龔如心的指模，律政司撤銷對龔如心的所有檢控。
2007年4月13日，龔如心死後，其家屬以王德輝名義在報章刊登龔如心的訃聞。

## 家庭
- 父親王廷歆
- 弟妹：
  - 王德嫻，化學學士、電腦碩士，現為電腦顧問。
  - 王德華，香港工專畢業，現為香港註冊會計師。
  - 王德淼，中學會考十優，史丹福大學電機工程系，獲獎學金至博士班，曾為三藩市當互聯網保安顧問。
  - 王德栽，藥劑學博士，移居美國任藥劑師。
- 配偶龔如心，無子女

## 改编电影
1993年香港电影重案組 (電影)的王一飞影射为他本人。

另有一電影名為綁架黃七輝。